# Palazzo Civitate
Der Palazzo Civitate ist ein Palast aus dem 15. Jahrhundert in Acri in der italienischen Region Kalabrien. Er liegt im Viertel Pàdia an der Piazza Azzinnari.

## Geschichte und Beschreibung
Dieser alte Palast stammt vermutlich aus dem 15. Jahrhundert und gehörte bis zum 18. Jahrhundert einer alten Adelsfamilie, den Civitates, die ursprünglich aus San Marco Argentano stammten und im 14. Jahrhundert nach Acri umzogen. Sie kaufte auch verschiedene Grundstücke, darunter solche in den Vierteln San Lorenzo, San Lauro, Joggi und in der Gemeinde San Mauro e Fagnano.
Der Palast hat drei Vollgeschosse und einen Keller auf der Südseite. Von seinem ursprünglichen Glanz ist nichts erhalten geblieben, da die unterschiedlichen Eigentümer, die aufeinander folgten, darunter die Familien Giannuzzi und Joele, denen das Anwesen bis zum Beginn des 20. Jahrhunderts gehörte, so viel daran umbauen ließen. Der einzige Teil des Palastes, der unverändert blieb und sehr interessant ist, ist das Eingangstor mit dem Wappen der Familie Civitate, das seit Alters her unverändert blieb, und drei Eisenkäfigen, die im örtlichen Dialekt „Caggiarole“ genannt werden.
Es handelt sich dabei um alte Käfige, die von Napoleons Truppen an der Frontfassade zur Piazza Azzinnari angebracht wurden und in die die Köpfe dreier berühmter Räuberhauptleute gesteckt wurden, die der Anklage nach schuldig waren, zwischen 1720 und 1730 die drei Söhne der Familie Civitate entführt und ermordet zu haben. Die populäre Geschichte erzählt uns über das anstrengende Streben der Gattin von Giuseppe Civitate, Rosanna Le Pera, die Witwe wurde, weil sie ihren Gatten verlor, der vor Schmerz über den Verlust der Söhne starb. Sie verbrauchte fast ihr gesamtes Vermögen bei der anstrengenden Jagd auf die Mörder viele Jahre nach der Tragödie. Danach starb die Familie Civitate aus, da nur der weibliche Zweig der Familie überlebte.